# Massacre de Sinjar
Massacre de Sinjar foi uma série de assassinatos em massa cometidos durante a Guerra Civil Iraquiana pelas tropas do Estado Islâmico do Iraque e do Levante contra a população iazidi. O massacre resultou na morte de 5.000  iazidis na cidade de Sinjar (em curdo:  شنگال Şingal) e no distrito de Sinjar na província iraquiana de Ninawa pelo Estado Islâmico em agosto de 2014. Este evento começou com o Estado Islâmico atacando e capturando Sinjar e cidades vizinhas no dia 3 de agosto, durante a ofensiva do grupo no início de agosto de 2014.
Um membro do Governo Regional do Curdistão iraquiano afirmou que a campanha de 3 de agosto do Estado Islâmico contra Sinjar era mais demográfica e estratégica do que religiosa: o Estado Islâmico pretendia expulsar a maioria dos curdos destas áreas estratégicas iazidis e trazer árabes, obedientes ao grupo extremista. 
Em 8 de agosto de 2014, os Estados Unidos reagiram com ataques aéreos sobre as unidades e os comboios do grupo no norte do Iraque, o que levou a uma guerra de vários países contra o Estado Islâmico. A assistência dos curdos e estadunidenses permitiu que a maior parte dos 50.000 iazidis que fugiram para as Montanhas Sinjar fossem evacuados.
Em 17 de dezembro de 2014, as forças Peshmerga curdas (Partido dos Trabalhadores do Curdistão e Unidades de Proteção Popular) iniciariam uma ofensiva em Sinjar com o apoio de ataques aéreos norte-americanos.